# Ami Vitale
Ami Vitale est une photojournaliste et photographe documentaire américaine née en 1971.
Après avoir couvert les conflits au Kosovo, en Angola, au Cachemire et dans une centaine de pays, Ami Vitale filme et photographie aujourd’hui comment les humains et la vie sauvage cohabitent sur Terre.
Elle a remporté de nombreux prix dont plusieurs prix World Press Photos et a été nommée photographe de magazine de l'année par la National Press Photographers Association.
Elle réside à Missoula dans le Montana et travaille principalement au Kenya. Elle est en contrat avec le magazine National Geographic.

## Biographie

### Jeunesse et études
Ami Vitale est née en 1971 et grandit en Floride. Benjamine de trois frères et sœurs, elle se décrit comme « timide, maladroite et apeurée par le monde ». Elle perd son père à sept ans.
Ami Vitale touche son premier appareil photo au lycée à quatorze ans et c’est une révolution. Elle découvre les pouvoirs que peut lui offrir l’appareil en la rendant invisible, ainsi que la faculté des images à amplifier la voix des autres. Mais ce n’est qu’à l’université, en Caroline du Nord qu’elle qualifie de « profondément appauvrie, arriérée et raciste » qu’elle décide de devenir journaliste et de raconter des histoires sur ces vérités gênantes qui l’entourent.
En deuxième année, elle part étudier au Danemark et parcourt l’Europe en stop. Elle enseigne en République tchèque pendant l'été puis retourne aux États-Unis pour terminer son diplôme.
Ami Vitale est diplômée de l’université de Caroline du Nord. Elle passe en 2010 un master en journalisme multimédia à l’école de communication de l’université de Miami en Floride.

### Carrière journalistique
Ami Vitale fait ses débuts à vingt-et-un ans en tant qu’éditrice pour l'agence Associated Press, après un court stage à USA Today. Elle travaille à Washington puis à New York pendant quatre ans.
Elle déménage en 1996 à Prague où elle trouve un emploi dans un journal économique.
Elle remporte en 2003 la Bourse Canon de la femme photojournaliste.
En 2009, elle couvre le déplacement du dernier rhinocéros blanc du nord d'un zoo en République tchèque vers l'Afrique pour sauver l'espèce.
En juillet 2014, Ami Vitale participe au projet Danube Revisited. The Inge Morath Truck Project, un road trip photographique et une exposition sur les pas d'Inge Morath en 1958, première femme photographe de Magnum Photos. Pendant près d’un mois, elle photographie le Danube depuis sa source à Donaueschingen en Allemagne jusqu’à la mer Noire avec huit autres lauréates du prix Magnum Inge Morath, dont Claudia Guadarrama, Claire Martin et Emily Schiffer,.
En fin d'année 2020, elle suit dans l'ouest du Kenya le transport de girafes de Rothschild, l'une des espèces les plus hautes, coincées sur l'île inondée de Longicharo, sur le lac Baringo,. Elle reporte avec l'une de ses photos le prix Worldpress 2021 dans la catégorie nature.

### Engagements

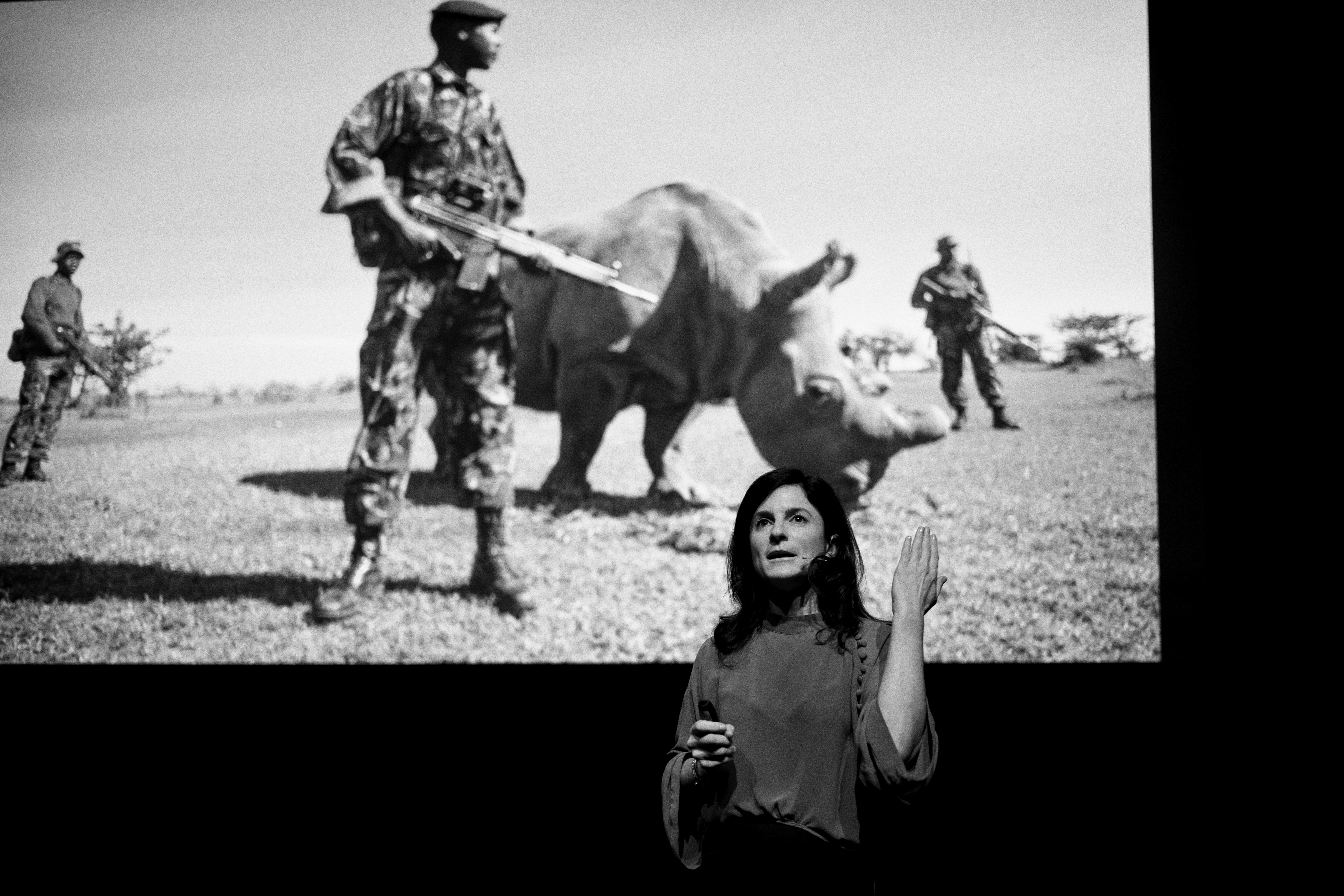
Ami Vitale devant sa photo d'un rhinocéros entouré de gardes forestiers, sur la scène du festival World Press Photo 2018 à Amsterdam

Elle est membre fondatrice de Ripple Effect Images, un collectif de scientifiques, d'écrivains, de photographes et de cinéastes qui a pour mission de créer des histoires percutantes pour illustrer la façon dont les femmes des pays en développement sont touchées par le changement climatique.
Elle siège au comité consultatif exécutif du comité consultatif du photojournalisme de la Fondation Alexia.

## Récompenses
- 2003 - Bourse Canon de la femme photojournaliste Festival Visa pour l’image[5]
- 2018 - Premier prix World Press Photo dans la catégorie Nature pour son reportage Warriors Who Once Feared Elephants Now Protect Them[13]
- 2021 - Prix World Press Photo dans la catégorie Nature pour sa photo Rescue of Giraffes from Flooding Island[11]

## Publications
- Panda Love: The Secret Lives of Pandas, éditions Hardie Grant, 5 juin 2018, 144 pages,  (ISBN 978-1784881276)

## Expositions majeures
- 2004 - Cachemire - Festival Visa pour l’image[14]